# Пјеве ди Ченто
Пјеве ди Ченто (итал. Pieve di Cento) је насеље у Италији у округу Болоња, региону Емилија-Ромања.
Према процени из 2011. у насељу је живело 6254 становника. Насеље се налази на надморској висини од 19 м.

## Становништво
| 1931. | 1936. | 1951. | 1961. | 1971. | 1981. | 1991. | 2001. | 2011. |
| ----- | ----- | ----- | ----- | ----- | ----- | ----- | ----- | ----- |
| 5.190 | 5.131 | 5.282 | 4.751 | 5.153 | 6.315 | 6.589 | 6.658 | 6.895 |